# Sollazzi Regi
I Sollazzi Regi sono un circuito di palazzi, con annessi parchi, della corte normanna situati intorno a Palermo, e contengono il Genoardo, la Zisa, il Palazzo della Cuba, il Palazzo della Favara e la Cubula.

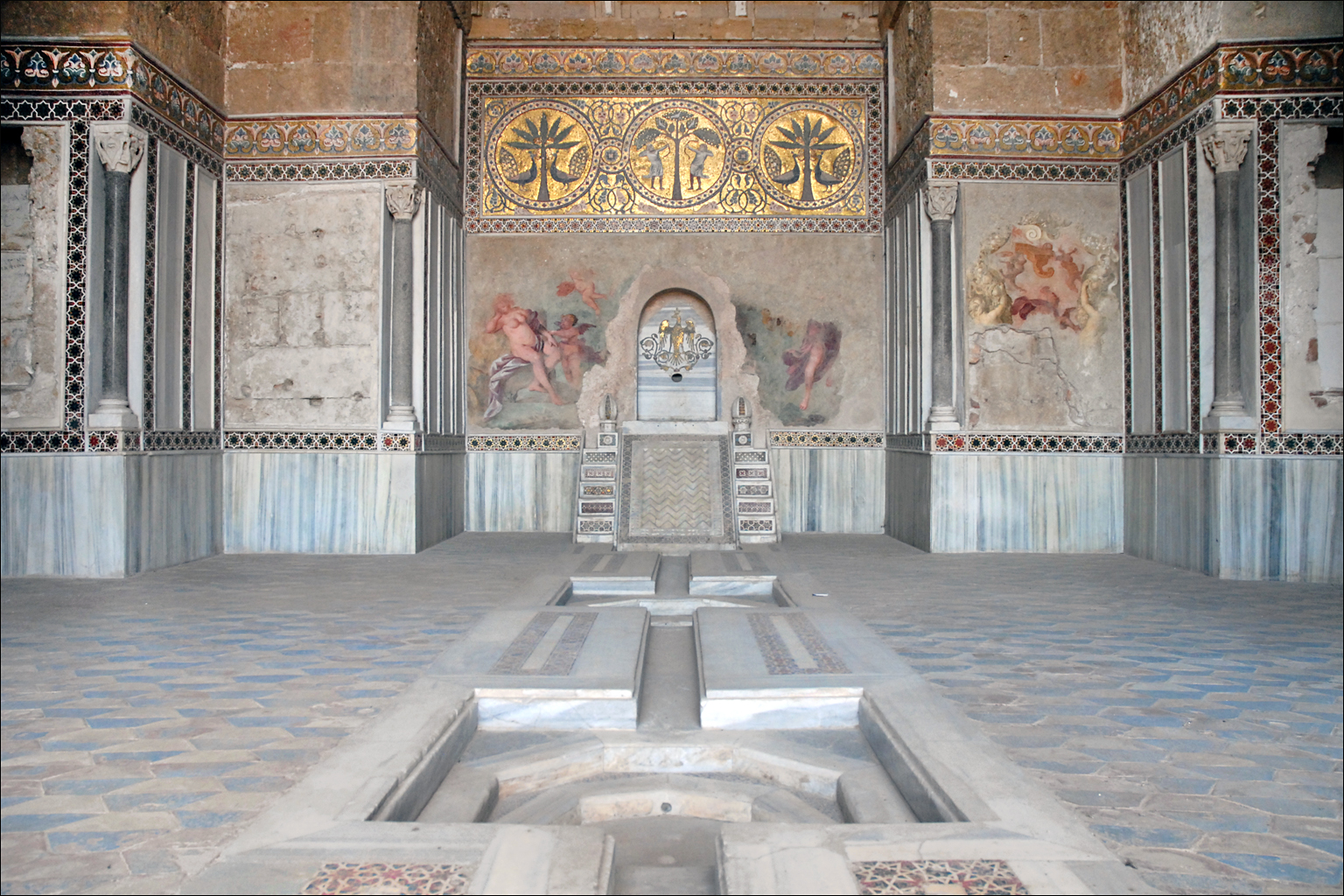
La sala della fontana nel palazzo della Zisa

## Le riserve di caccia

### Le residenze estive e di caccia
L'architettura palaziale normanna dei secoli XI-XII, costruita dagli Altavilla di Sicilia mostra alcuni elementi architettonici-decorativi e tecniche ingegneristiche islamiche. A differenza dei castelli, i palazzi extra urbani dei re di Sicilia non possedevano le caratteristiche difensive, essendo invece composti da spazi aperti con vaste tenute di caccia. Scrisse Amato da Montecassino:
(XVI)
Da notare il linguaggio franco – latino, con il quale si esprimeva il monaco-cronista al seguito dei conquistatori normanni, probabilmente simile a quello parlato in seguito, dai normanni in Sicilia.
I solatia normanni di Palermo furono celebrati e conosciuti in tutto il mondo di allora, non solo dai poeti alla corte sicula, ma anche dai cronisti-viaggiatori arabi che visitarono Palermo tra i secoli XI e XII. Tra questi ricordiamo Ibn Jubayr pellegrino che nel Dicembre del 1184, visitando Palermo, paragonò i giardini e i palazzi che circondavano la città alle perle d'una collana sfavillante al collo d'una fanciulla opulenta.

### I due periodi costruttivi
Per questa architettura, possono distinguersi due periodi principali: il primo durante il regno di Ruggero (1130-1154) ed il secondo, durante il regno dei due Guglielmi (1154 1189). Del periodo ruggeriano, nel quale s'annoverano alcune tipologie estensive, ci sono pervenuti due edifici, peraltro ricordati dai cronisti latini dell'epoca: il palazzo di Maredolce alla Fawara ed il palazzo del Parco, nell'odierno territorio d'Altofonte. Entrambi gli edifici possono datarsi intorno alla metà dell'XI secolo.
Nel periodo dei due Guglielmi, sono invece adottate, delle tipologie a sviluppo verticale, nelle quali, pur rimanendo alcuni elementi architettonici e decorativi orientali si può distinguere lo slancio tipicamente occidentale delle fabbriche normanne.
Durante l'ultimo periodo del suo regno, Guglielmo I (1154-1166), iniziò la costruzione della Zisa, edificio che fu ultimato da suo figlio, Guglielmo II (1166-1189).
Guglielmo II detto il buono, nel 1180 fece edificare il palazzo della Cuba, così come è ricordato dall'epigrafe intagliata sul coronamento dello stesso edificio, (decifrata nell'Ottocento da Michele Amari). Allo stesso Guglielmo, alcuni storici, attribuiscono altri tre edifici: la Cubula, la Cuba Soprana e l’Uscibene, ma ad un esame più approfondito dei caratteri stilistici, la datazione di questi ultimi due palazzi, sembra essere anteriore.
Durante il periodo ruggeriano, furono realizzati alcuni bacini artificiali là dove particolari situazioni orografiche permettevano di irreggimentare ed utilizzare le acque provenienti da sorgenti vicine. È questo il caso del lago di Maredolce, scavato nei pressi dell'antica omonima, sorgente della Favara; nonché del bacino del Biviere, presso l'antico sito della Moharda ad Altofonte dove, per mezzo di un grande argine in muratura, rivestito di cocciopesto, erano parzialmente trattenute, all'interno di una vallata, le acque di un torrente.
Durante il periodo successivo, parallelamente allo sviluppo delle strutture palaziali, i laghi artificiali e le peschiere furono geometricamente e formalmente legate ai solatia, secondo progetti unitari, che come alla Zisa ed alla Cuba, potevano anche prescindere dalle particolari esigenze orografiche e dalla presenza di sorgenti limitrofe.
Le opere palaziali di Ruggero II furono ammirate sin dalla loro edificazione, dai cronisti dell’epoca tra cui Romualdo Guarna medico ed arcivescovo di Salerno vissuto per molto tempo alla corte di Palermo, quale consigliere politico dei due Guglielmi. Nel suo Chronicon sive Annales, Romualdo definisce “magnifiche” le costruzioni volute da Re Ruggero, soffermandosi a descrivere la realizzazione del lago di Maredolce (Fawara), egli scrisse: «…terra multa fossa pariter et affossa, pulchrum fecit vivarium…» e dell'annesso palazzo: «…fecit etiam … pulchrum satis et, speciosum, edificare palatium…» nonché del contiguo Parco Estivo «…quosdam autem montes et memora quae sunt circa Panormum muro fecit lapideo circumcludi et parcum deliciosum, satis et amoenum diversis arboribus insitum et plantatum construi iussit, et in eo damas capreolos porcos silvestres iussit includi. Fecit et in hoc parco palatium ad quod aquam de fonte lucidissimo per conductus subterraneos iussit adduci…».

## I palazzi
Nel XII secolo le costruzioni religiose e le architetture palatine siciliane mostrano dei caratteri tipologici normanni e carolingi con l'integrazione di elementi bizantini e islamici.
Le dimore nobiliari normanne nella seconda metà del XII secolo, erano in genere costituite da alte e robuste muraglie poligonali (precedute da fossati), all'interno delle quali si trovava il dongione ed un palazzo, adibito a residenza del principe, composto di un'aula, nella quale questi si riuniva con la sua corte, e tramezzato sul fondo in modo da ricavare la camara, (il talamo, o il cubiculum) che costituiva il suo appartamento privato. Limitrofi all'aula, sorgevano: la Cappella del palazzo e talvolta anche alcuni fabbricati amministrativi, nonché la casa del falconiere. La sala detta dello scacchiere (Échiquier) è forse la più famosa tra le aule normanne, costruita all'interno del castello di Caen nel 1106 dal principe Enrico Beauclerc.
Costruzioni come il castello di Rochester nel Kent e la Torre Bianca di Londra (realizzate alla fine dell'XI secolo dal vescovo architetto Gundulf di Rochester), testimoniano inoltre, l'estrema perizia ed esperienza che i costruttori anglo-normanni avevano acquisito nel campo delle strutture architettoniche caratterizzate da un preminente sviluppo verticale, così come lo è la Zisa di Palermo.

### La Zisa
Il Palazzo della Zisa iniziato per volere di Guglielmo I ed ultimato dal figlio Guglielmo II, è chiaramente ispirato a modelli normanni con l’aggiunta di elementi elementi architettonici e tecniche ingegneristiche islamiche. In particolare dai fatimiti dell'Ifriqya, quali il palazzo della Qal'a dei Beni Ammad già residenza del Madi, od il palazzo Zirita di al Ashir, costruiti da maestranze persiane.
La Zisa si sviluppa su tre livelli e richiama per la funzionalità climatica alcune tecniche costruttive egiziane e mesopotamiche. Il palazzo è stato progettato in modo da assicurare al suo interno la circolazione continua di correnti d'aria raffrescate ed umidificate. Al centro di un laghetto, sorgeva un padiglione cupolato dal quale le dame potevano dilettarsi a pescare.
Al di là degli elementi architettonici d'origine islamica e bizantina, bisogna tuttavia osservare che nei modelli, nelle dimensioni e nelle proporzioni, de La Cuba e della Zisa, così come in altri monumenti eretti a Palermo tra la fine dell'XI ed il XII secolo, è riconoscibile un'inconfondibile impronta normanna, soprattutto negli esterni e nelle apparecchiature murarie che denunciano uno slancio verticale, misto ad una particolare forza e grandezza, caratteristiche tipiche dell'architettura anglo-normanna.
Elementi, peraltro evidenziati sin dall'Ottocento dall'architetto – Archeologo francese Girault de Prangey che usava ripetere allo studioso locale Domenico lo Faso, duca di Serradifalco, che proponeva un'origine esclusivamente islamica dei due palazzi: «Mais c'est Normand». Conclusioni condivise, anche da due altri studiosi contemporanei: il tedesco, Goldschmidt e l'inglese, Gally Knight.

## Galleria d'immagini

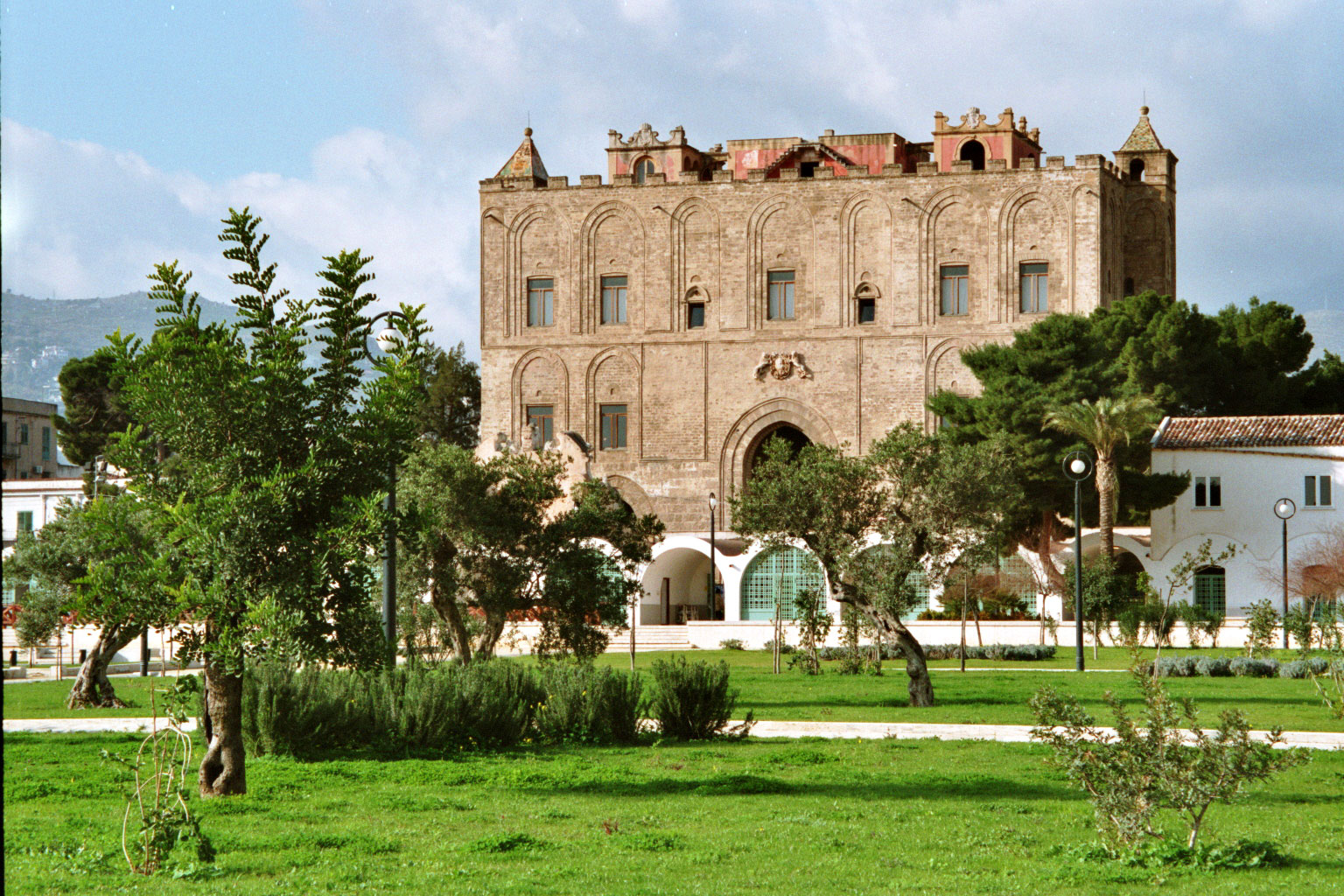
La Zisa
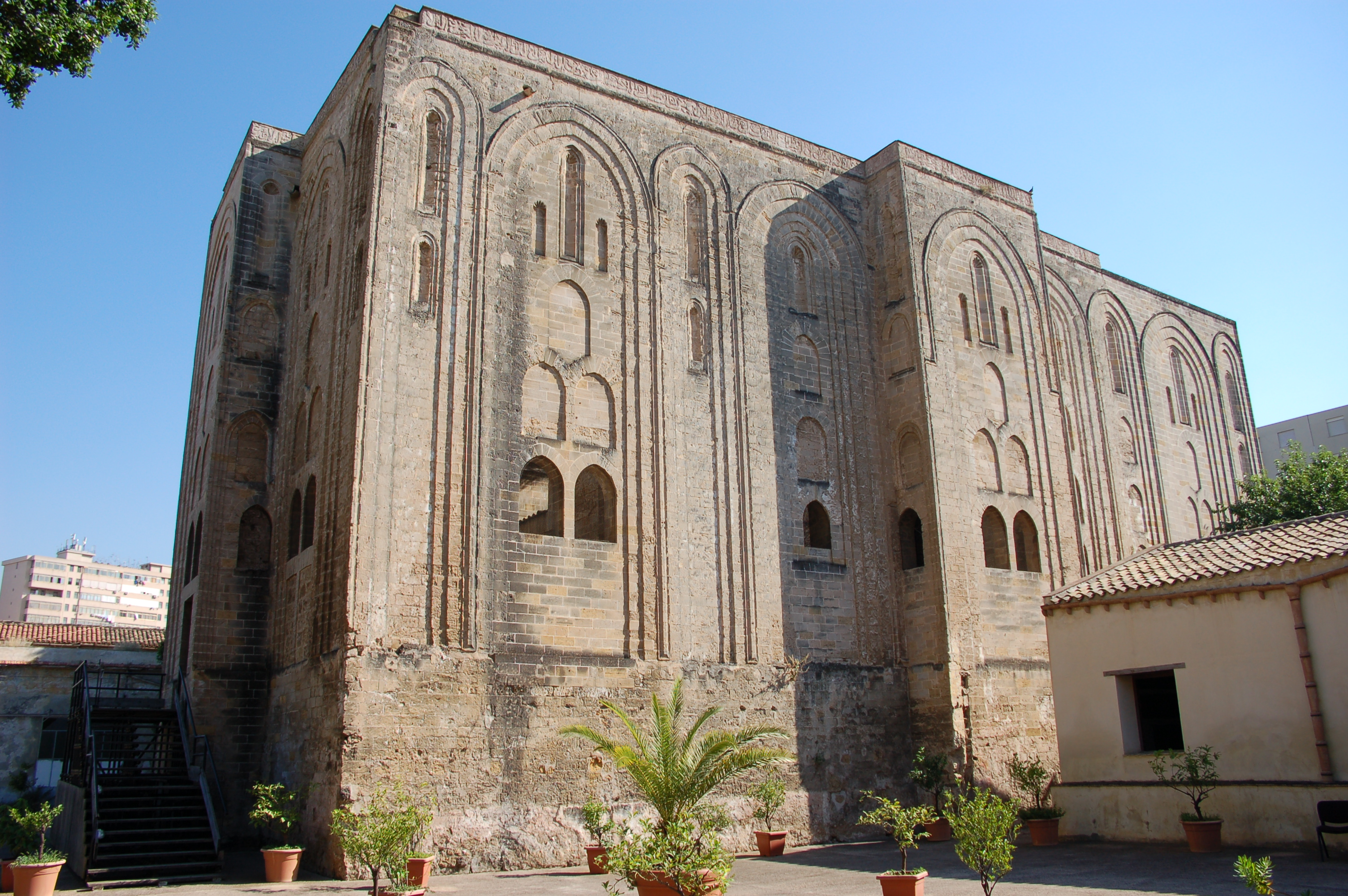
La Cuba
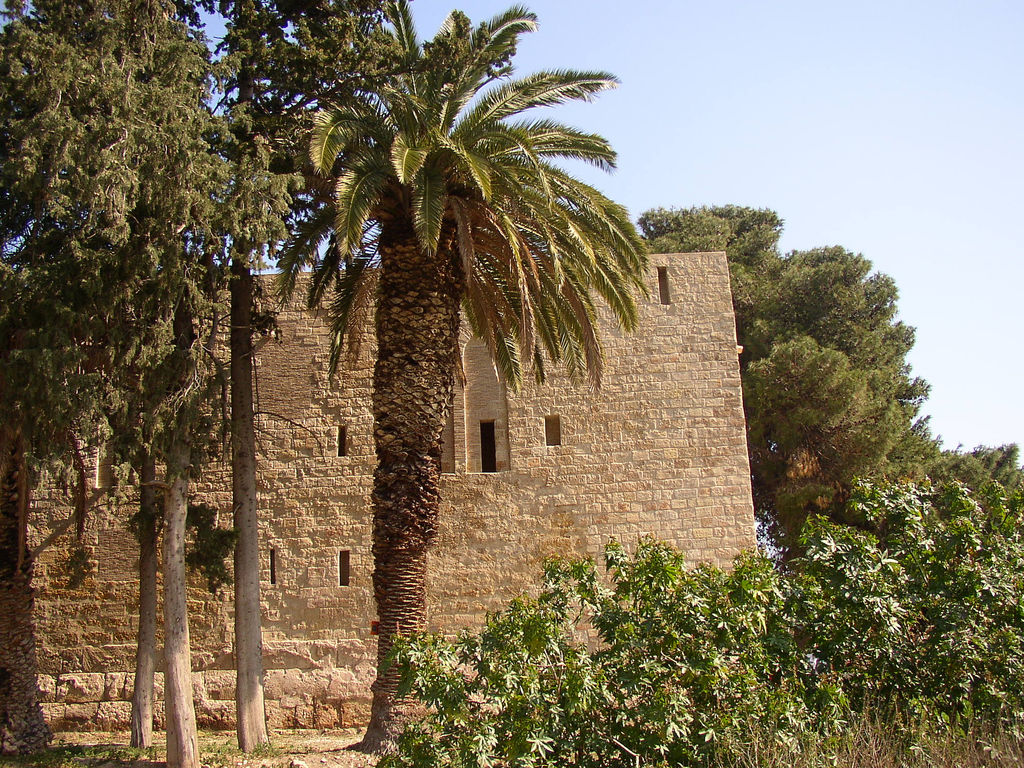
Il palazzo della Favara
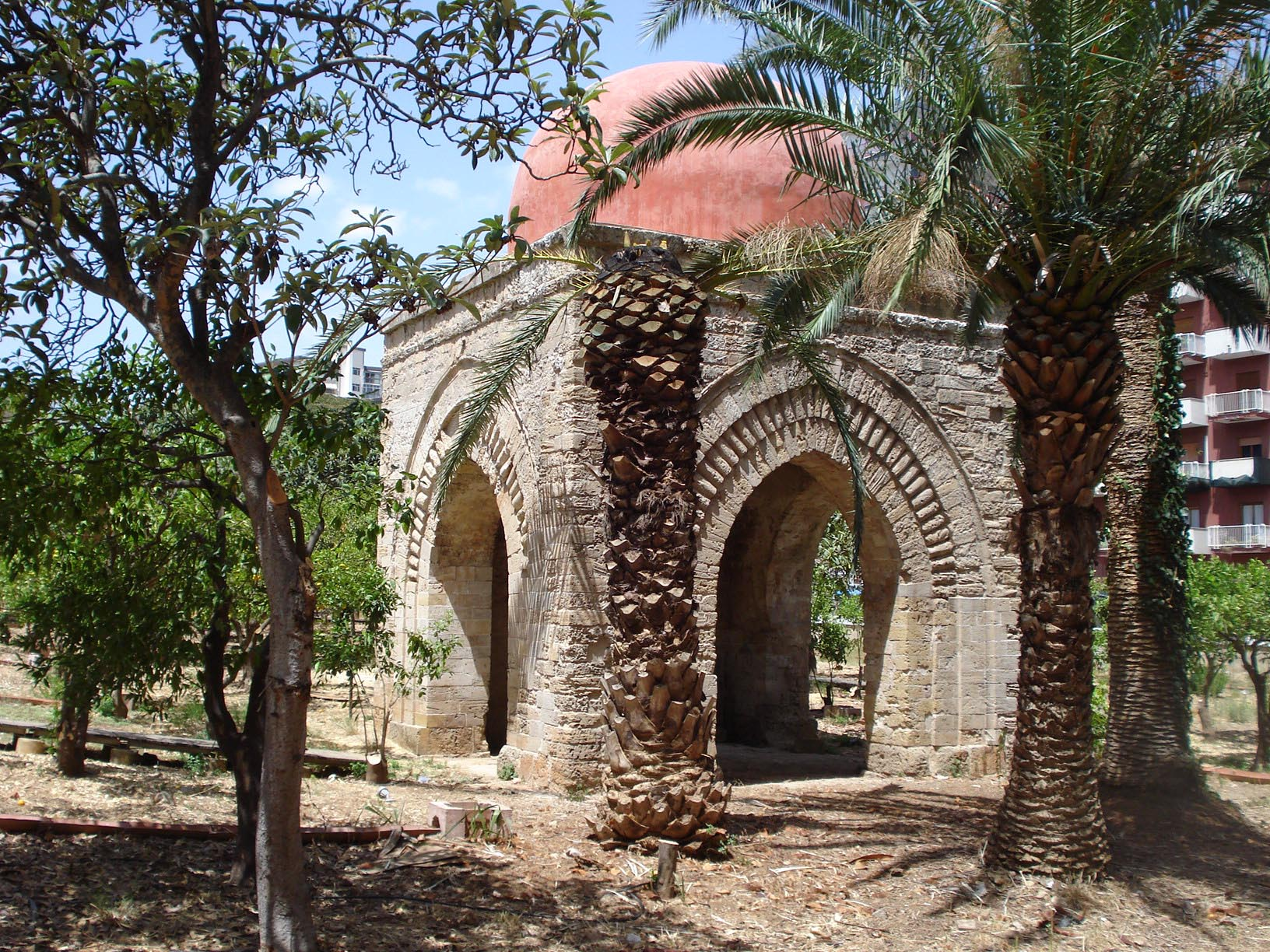
La Cubula